# 183年
| 千纪： | 1千纪                                                                                           |
| 世纪： | 1世纪 \| 2世纪 \| 3世纪                                                                         |
| 年代： | 150年代 \| 160年代 \| 170年代 \| 180年代 \| 190年代 \| 200年代 \| 210年代                       |
| 年份： | 178年 \| 179年 \| 180年 \| 181年 \| 182年 \| 183年 \| 184年 \| 185年 \| 186年 \| 187年 \| 188年 |
| 纪年： | 癸亥年（猪年）；东汉光和六年                                                                    |

## 大事记
- 中國
  - 夏，大旱。
  - 封皇后母為舞陽君。
  - 《熹平石经》刻成。
- 羅馬帝國
  - 羅馬元老院策劃刺殺皇帝康茂德，失敗。

## 各国领袖

### 非洲
- 库施
  - 国王：Aritenyesbokhe（175年－190年）

### 亚洲
- 中国
  - 东汉：
    - 皇帝：汉灵帝刘宏（168年－189年）
- 朝鲜
  - 百济：
    - 国王：肖古王（166年－214年）

  - 高句丽：
    - 国王：故国川王（179年－197年）

  - 新罗：
    - 国王：阿达罗尼师今（154年－184年）

### 欧洲
- 高加索伊比里亚
  - 国王：法斯曼三世（145年－185年）
- 罗马帝国
  - 皇帝：康茂德（177年－192年）

### 中东
- 奥斯若恩
  - 国王：Abgar IX（177年－212年）
- 安息
  - 国王：沃洛吉斯四世（147年－191年）

## 出生
- 陸遜（183年－245年），東吳大臣（245年去世）62岁。
- 甄皇后（183年－221年），魏文帝曹丕正室，魏明帝曹叡生母，38岁。

## 逝世
- 安提阿的提阿非羅（？－約183年），安提阿主教。